# Fátyol Tibor
Fátyol Tibor (Kolozsvár, 1935. október 9. – Győr, 2017. január 5.) magyar zeneszerző, zeneíró.

## Életútja
Középiskolát Kolozsvárt végzett, ugyanitt a Gheorghe Dima Zeneművészeti Egyetemen szerzett diplomát a zeneszerzés-karmesteri szakon. 1959-től a Ciocîrlie népi együttes folklorista és zenei vezetője, zenei szerkesztő, 1978-tól a Maros együttes művészeti titkára Marosvásárhelyt. Első cikkét az Utunk közölte 1954-ben, kritikái, zeneírásai a Korunk, Contemporanul, România Literară, Utunk, Új Élet, A Hét s több napilap (Scînteia, Előre, Igazság) hasábjain jelentek meg. Balettjei, szimfonikus és kamarazenéje mellett jelentősek népdalfeldolgozásai, ezek a Maros együttes műsorán szerepeltek. A Népi Alkotások Háza számára Kolozs megyei néptáncok zenéjét gyűjtötte és dolgozta fel (Dansuri populare din regiunea Cluj. Kolozsvár, 1967), köztük a györgyfalvi magyar táncszvitet. Többször járt népdalgyűjtő körúton a Mezőségben, Szépkenyerű Szentmártonban, Györgyfalván, a Kalotaszegben, Aradon és környékén, Olténiában Dobrogeában, Pitesti, Bacau, és Jasi és környékén. Dalokat szerzett József Attila, Kosztolányi Dezső, Kassák Lajos verseire; megzenésítette Kenéz Ferenc, Király László, Mandics György, Márki Zoltán, D. Szabó Lajos és számos román költő verseit; Lászlóffy Aladár verseire dramatikus oratóriumot (Hajnali őrség, 1961), Lászlóffy és Szilágyi Domokos verseire a capella kantátát szerzett. Kötete: Pionír köszöntő (hét önálló tánc zenéje zongorán, Domby Imre koreográfiájára és szövegére, 1964).
1988 és 1992 között tanított a marosvásárhelyi Szentgyörgyi István Színművészeti Főiskolán.
1993-ban Magyarországra költözött, és visszavonult.

## Művei
Vokál-szimfonikus művek
- Négy Téli Ének Kórusra és Zenekarra
- Gyurteleki Táncok kórusra és zenekarra. 1959.
- Hajnali őrség. Lászlóffy Aladár verseire írt tematikus oratórium 1959.
- Jövő 1. A Nap felé. Kantáta Negoita Irinie vereseire 1966. (Bemutató: Arad 1974.)
- Triptic Eroic 1971. Szóló szoprán (Agata Druzescu) vonós zenekarra és ütősökre. (Bemutató: 1972. július 1. Arad. Karmester: Bács Lajos)
- Eroica 100. Kantáta vegyes karra 1976. Tiberiu Utan verseire (Bemutató: Arad 1977. június 19. Karmester: Ionescu Galat)
- Burebista Rex dramatikus oratórium vegyes karra és zenekarra 1980. Ion Gheorghe verseire (Bemutató: Arad 1980. május 15. Karmester: Aczél Ervin.)
- Jövő 2. A Jövő felé. Kantáta szóló szoprán vegyes karra és zenekarra Alaexandru Adretoiu verseire.(Bemutató:Marosvásárhely 1984. Augusztus 20. Karmester: Szalmán Lóránt)
- Detestatio Belli. Dramatikus oratórium.  Szóló bariton vegyeskarra és zenekarra Albius Tibullus verseire. Marosvásárhely  1984.

Szimfonikus művek
- Simfonia Brevis 1963.
- Turbine 1966. (Bemutató: Nagyvárad 1970 február 23.)
- Kariatidák 1966. (Bemutató: Arad 1972. december 18.) In memoriam Brancusi
- Hegedűverseny vonósokra és ütősökre  1973.
- Klarinétkoncert 1974. (Bemutató: Marosvásárhely 1976. március 19)
- Simfonia 3: Requiem vonós zenekarra 1977 Quintett

Balett
- Delelőn a Nap, mint a balladákban (1973.) Euritmikus balett négy képben. (Libretto Romulus Vulpescu)

Kamaraművek
- Quartetto semplice (1979.)
- Kamarazene hegedűre hárfára és ütősökre (1981.)
- Simfonia 4. "Geneza Musici" (1981.) (Bemutató 1982. február 15. Arad.Karmester: Mircea Cristescu) Sunet harmonia ritm omofonia melodia-polifonia musica
- Quintett klarinétre és vonósnégyesre. (1982.)
- Csellószonáta (1984.)
- Szonáta szólóklarinétre (1985.)

## Díjak, elismerések
- Szent-Györgyi Albert Társaság különdíja (Szatmárnémeti, 2001. március 14.)[3]